# Elk Grove, Kalifornien
Elk Grove är en stad (city) i Sacramento County, i delstaten Kalifornien, USA. Enligt United States Census Bureau har staden en folkmängd på 154 908 invånare (2011) och en landarea på 109 km².